# جايسون هو
جايسون هو (بالإنجليزية: Jason Hu) (و. 1948 – م) هو دبلوماسي، من تايوان، ولد في بكين، هو عضوٌ في الكومينتانغ.

## مناصب
تولى منصب Mayor of Taichung.

## التعليم
تعلم في جامعة تشينجتشي الوطنية، وكلية باليول بجامعة اوكسفورد، وجامعة ساوثهامبتون.